# امانوئل تروا
امانوئل تروا (انگلیسی: Emanuele Troise؛ زادهٔ ۱۰ فوریهٔ ۱۹۷۹) بازیکن فوتبال اهل ایتالیا است.
از باشگاه‌هایی که در آن بازی کرده‌است می‌توان به باشگاه فوتبال فوجا، باشگاه فوتبال سالرنیتانا، باشگاه فوتبال بولونیا، باشگاه فوتبال ناپولی، و باشگاه فوتبال ترنانا اشاره کرد.